# Mike Jensen
Mike Lindemann Jensen (født 19. februar 1988) er dansk fodboldspiller, der spiller for 1. divisions holdet HB Køge. Han er offensiv midtbanespiller, men bliver oftest brugt som midtbane/defensiv midtbane. Han er søn af den tidligere Brøndby-spiller og tidligere Brøndby-cheftræner Henrik Jensen.

## Karriere

### Ungdom
Mike Jensens fodboldkarriere startede i Boldklubben Rødovre i 1993, hvor han primært spillede angriber i de følgende otte år. Med Rødovre nåede han at vinde adskillige Københavns- og pokalmesterskaber, både indendørs og udendørs, samt et enkelt Danmarksmesterskab.[kilde mangler] Sæsonen som lilleput henover år 2000 bød således på The Treble, i form af Københavnsmesterskabet, Danmarksmesterskabet samt Pokalmesterskabet efter finalesejr i Parken.[kilde mangler] I de sidste år af tiden i Røvdovre tog Jensen desuden hul på tiden med ungdomslandshold, hvor han siden har været fast repræsenteret hos diverse årgange.[kilde mangler]

### Brøndby IF
Mike Jensen spillede i en længere periode på Brøndbys andethold, men slog senere til på førsteholdet, for hvem han scorede sit første mål i UEFA Cuppens anden kvalifikationsrunde på hjemmebane i 4-0-sejren over Flora Tallinn i efteråret 2006. Han var i 2008 udlånt til Malmö FF. 
Mike Jensen fik sit gennembrud i Brøndby i sæsonen 2009-10 under den tidligere landsholdsspiller Kent Nielsen og senere hen hans far Henrik Jensen. 

### Rosenborg
Den 6. februar 2013 skrev Mike Jensen under på en fire-årig kontrakt med det norske hold Rosenborg BK på en fri transfer. Han kom i 2013 på årets hold i Norge, for sine præstationer i 2013-sæsonen for klubben.

## Landshold
Han blev belønnet for sin indsats i Superligaen 2009-10 samt starten af 10-11, med en udtagelse til landsholdet til venskabskampen mod Tyskland den 12. august 2010.